# Calendrier nouveau de chronologie ancienne
 (novembre 2020).
Si vous disposez d'ouvrages ou d'articles de référence ou si vous connaissez des sites web de qualité traitant du thème abordé ici, merci de compléter l'article en donnant les références utiles à sa vérifiabilité et en les liant à la section « Notes et références ».
Le calendrier nouveau de chronologie ancienne (CNCA) est un système de datation inventé en 1924 par le français Gabriel Deville (1854-1940), journaliste, marxiste, homme politique, diplomate et spécialiste de l'histoire révolutionnaire. Ce système fait précéder la datation du calendrier grégorien de 10 000 ans et permet de supprimer la datation négative ; la première année de l'ère chrétienne devenant dans le système CNCA l'année 10 001. Cette idée a été publiée à Paris en 1924 dans un bref mémento.

## Exemples
- An 2013 du calendrier grégorien = An 12013 CNCA
- An 1976 du calendrier grégorien = An 11976 CNCA
- An 1 du calendrier grégorien = An 10001 CNCA
- An 1 av. J.-C. du calendrier grégorien = An 0 astronomique = An 10000 CNCA
- An 2 av. J.-C. du calendrier grégorien = An -1 astronomique = An 9999 CNCA
- An 10 av. J.-C. du calendrier grégorien = An -9 astronomique = An 9991 CNCA
- An 100 av. J.-C. du calendrier grégorien = An -99 astronomique = An 9901 CNCA

Le pharaon Ramsès II qui a régné durant 66 ans entre 1279 av. J.-C. et 1213 av. J.-C.  (= entre l'an -1278 et l'an -1212) se voit placé entre les années 8722 et 8788 CNCA.
Le calendrier holocène proposé par Cesare Emiliani en 1993 reprend les mêmes principes que le CNCA, en faisant lui aussi débuter la chronologie en l'an 10 000 av. J.-C..